# Хонконг
Специален административен район Хонконг (на традиционен китайски: 香港特別行政區, на опростен китайски: 香港特别行政区, на пинин: Xiānggǎng Tèbié Xíngzhèngqū; на английски: Hong Kong Special Administrative Region), съкратено Хонконг или Сянган, е специален административен район на Китайската народна република (КНР), зависима територия, бивша колония на Великобритания, разположена в Югоизточен Китай, на брега на Южнокитайско море. 
Хонконг има площ от 1104 km², от които 4,6% са водна повърхност (от общата площ 1054 km² са суша, а 50 km² – вътрешни водоеми). Включва остров Хонконг, полуостров Коулун, т.нар. Нови територии и 235 крайбрежни малки острова, най-големият от които е Лантоу. Освен това Хонконг има претенции към териториални води на разстояние 5,6 km от брега.
Населението му наброява 7,4 милиона жители. Етническият състав в проценти е: китайци – 93,6%, други – 6,4%. Официалните езици са английски и китайски. Регионален език е кантонският.
Хонконг има процъфтяваща икономика, една от най-свободните в света, до голяма степен базирана на международната търговия. Въпреки че е малък остров, Хонконг заема десетата по големина търговска зона в света и е 11-ият по големина банков център в света. Валутата в Хонконг е хонконгският долар.

## География

### Топография
Хонконг се намира в най-южната част на Китай, на 60 km източно от град Макао, който е разположен в насрещния край на делтата на река Джудзян. От изток, юг и запад е ограден от Южнокитайско море, а на север река Шънджън го отделя от провинция Гуандун и близкия град Шънджън.
Най-високата точка в Хонконг е връх Даушан с надморска височина 957 m. Крайбрежието на страната е силно разчленено, с множество заливи и плажове. Тъй като по-голямата част от територията й е заета от скали и планини със стръмни склонове, едва 25% от нея се използва интензивно, а около 40% от останалата площ е обособена в паркове и резервати. Основните урбанизирани зони са на полуостров Коулун, в северния край на остров Хонконг и в разпръснати селища в Новите територии.

### Климат
Климатът на Хонконг е влажен субтропичен (Cwa по Кьопен). Лятото е горещо и влажно с периодични дъждове и бури и с преобладаващ пренос на горещи въздушни маси от югозапад. През този сезон са най-чести тайфуните, които понякога предизвикват наводнения и свличания на земни маси. В началото на зимата времето обикновено е слънчево, а към края ѝ – по-облачно, с възможност за студени северни ветрове. Прохладната и суха зима продължава от декември до март. Есента е топла, слънчева и суха. Различните климати се дължат на различната посока на вятъра, специфична за всеки сезон. 
Геологично земята под Хонконг е стабилна за последните един милион години. Флората и фауната на града са претърпели значителни промени, дължащи се на изменението на климата, повишаването на морското равнище и човешкото въздействие.
Обсерваторията на Хонконг е държавно учреждение, на което е възложена работата по съставяне на метеорологични прогнози, предупреждения за катаклизми и геофизични изследвания на територията на града. Най-високата температура, измерена в цялата история на наблюденията ѝ в Хонконг, е 38°C, а най-ниската – −4°C. В същото време, най-високата и най-ниската температури, измерени от обсерваторията на Хонконг, съответно са 36,1°C на 19 август 1900 г. и 18 август 1990 г., и 0°C – на 18 януари 1893 г. Средната температура през най-студения месец – януари, е 16,1°C, а средната температура на най-топлия – юли, е 28,7°C.
Хонконг е разположен малко по на юг от Тропика на Рака, приблизително на такава географска ширина като Хавана, Мека, Колката.
| Относителна влажност на въздуха в Хонконг | Относителна влажност на въздуха в Хонконг | Относителна влажност на въздуха в Хонконг | Относителна влажност на въздуха в Хонконг | Относителна влажност на въздуха в Хонконг | Относителна влажност на въздуха в Хонконг | Относителна влажност на въздуха в Хонконг | Относителна влажност на въздуха в Хонконг | Относителна влажност на въздуха в Хонконг | Относителна влажност на въздуха в Хонконг | Относителна влажност на въздуха в Хонконг | Относителна влажност на въздуха в Хонконг | Относителна влажност на въздуха в Хонконг | Относителна влажност на въздуха в Хонконг |
| Месеци                                    | яну.                                      | фев.                                      | март                                      | апр.                                      | май                                       | юни                                       | юли                                       | авг.                                      | сеп.                                      | окт.                                      | ное.                                      | дек.                                      | Годишно                                   |
| Относителна влажност на въздуха, %        | 74                                        | 80                                        | 82                                        | 83                                        | 83                                        | 82                                        | 81                                        | 81                                        | 78                                        | 73                                        | 71                                        | 69                                        | 78                                        |
| ----------------------------------------- | ----------------------------------------- | ----------------------------------------- | ----------------------------------------- | ----------------------------------------- | ----------------------------------------- | ----------------------------------------- | ----------------------------------------- | ----------------------------------------- | ----------------------------------------- | ----------------------------------------- | ----------------------------------------- | ----------------------------------------- | ----------------------------------------- |
| Източник: Хонконгска обсерватория         |                                           |                                           |                                           |                                           |                                           |                                           |                                           |                                           |                                           |                                           |                                           |                                           |                                           |

| Климатични данни за Хонконг           | Климатични данни за Хонконг | Климатични данни за Хонконг | Климатични данни за Хонконг | Климатични данни за Хонконг | Климатични данни за Хонконг | Климатични данни за Хонконг | Климатични данни за Хонконг | Климатични данни за Хонконг | Климатични данни за Хонконг | Климатични данни за Хонконг | Климатични данни за Хонконг | Климатични данни за Хонконг | Климатични данни за Хонконг |
| Месеци                                | яну.                        | фев.                        | март                        | апр.                        | май                         | юни                         | юли                         | авг.                        | сеп.                        | окт.                        | ное.                        | дек.                        | Годишно                     |
| Абсолютни максимални температури (°C) | 26,9                        | 28,3                        | 30,1                        | 33,4                        | 35,5                        | 35,6                        | 35,7                        | 36,1                        | 35,2                        | 34,3                        | 31,8                        | 28,7                        | 36,1                        |
| Средни максимални температури (°C)    | 18,6                        | 18,9                        | 21,4                        | 25,0                        | 28,4                        | 30,2                        | 31,4                        | 31,1                        | 30,1                        | 27,8                        | 24,1                        | 20,2                        | 25,6                        |
| Средни температури (°C)               | 16,3                        | 16,8                        | 19,1                        | 22,6                        | 25,9                        | 27,9                        | 28,8                        | 28,6                        | 27,7                        | 25,5                        | 21,8                        | 17,9                        | 23,3                        |
| Средни минимални температури (°C)     | 14,5                        | 15,0                        | 17,2                        | 20,8                        | 24,1                        | 26,2                        | 26,8                        | 26,6                        | 25,8                        | 23,7                        | 19,8                        | 15,9                        | 21,4                        |
| Абсолютни минимални температури (°C)  | 0,0                         | 2,4                         | 4,8                         | 9,9                         | 15,4                        | 19,2                        | 21,7                        | 21,6                        | 18,4                        | 13,5                        | 6,5                         | 4,3                         | 0,0                         |
| Средни месечни валежи (mm)            | 25                          | 54                          | 82                          | 175                         | 305                         | 456                         | 377                         | 432                         | 328                         | 101                         | 38                          | 27                          | 2399                        |
| Температура на водата                 | 17,6                        | 17,0                        | 18,2                        | 21,2                        | 24,8                        | 26,7                        | 26,9                        | 26,9                        | 27,3                        | 26,5                        | 23,6                        | 20,0                        | 23,1                        |
| ------------------------------------- | --------------------------- | --------------------------- | --------------------------- | --------------------------- | --------------------------- | --------------------------- | --------------------------- | --------------------------- | --------------------------- | --------------------------- | --------------------------- | --------------------------- | --------------------------- |
| Източник: Хонконгска обсерватория     |                             |                             |                             |                             |                             |                             |                             |                             |                             |                             |                             |                             |                             |

## История
През 11 век на по-късната територия на Хонконг се образуват селища с китайско население (около 3500 селяни и 2000 рибари), а през 1841 г. тези земи са завладени от Великобритания, след което възниква британско селище. В периода 1856 – 1860 г., след Втората англо-китайска война (Втора опиумна война) от Китай е отнет южният край на п-в Коулун и о-в Стоункатер. В хода на Втората световна война, през 1941 г. територията е окупирана от Япония. През 1945 г. Хонконг отново е зает от Великобритания. 
На 1 юли 1997 г. Хонконг е върнат на Китай в качеството си на свободен административен район. Същата година върху икономиката на Хонконг сериозно негативно влияние оказва Азиатската финансова криза. Пак тогава в града е регистрирано първото заразяване на човек с вируса на птичия грип H5N1. През 1998 г., след 6 години строителство в рамките на Централната програма за строителство, е открито новото международно летище „Чек Лап Кок“. Проектът е част от амбициозна стратегия за развитие на пристанищата и летищата, съставена в началото на 1980-те години. През първата половина на 2003 г. в Хонконг се разразява епидемия от вируса атипична пневмония (SARS). Дун Дзянхуа, ръководител на Администрацията на Хонконг (1997 – 2005), е подложен на критики и обвинения в грешки при преодоляването на Азиатската финансова криза и за невзети задължителни мерки в борбата с атипичната пневмония (SARS). През същата година администрацията на Дун Дзянхуа се опитва да прокара поправка в член № 23 от Основния закон на Хонконг, която дава възможност за нарушаване правата и свободите на хонконгците. В резултат на половинмилионна протестна демонстрация администрацията е принудена да се откаже от тези планове. През 2004 г., в хода на подобни масови демонстрации, жителите на града настояват за провеждането през 2007 г. на всеобщи избори за ръководител на автономния район. През март 2005 г., по молба на китайското ръководство и в резултат на обществения натиск, Дун Дзянхуа подава оставка (като алтернативно обяснение се дават дравословни проблеми). Веднага след това неговото място (от 16 юни 2005 г.) е заето от заместника му, Доналд Цанг. На 24 юни 2005 г. той официално встъпва в длъжност, като Главен министър на Администрацията на Хонконг. Той е избран от комитет, назначен от Пекин, сред кръговете на хонконгския делови елит. До предаването на Хонконг на Китай през 1997 г. Доналд Цанг заема длъжността Главен секретар на Администрацията на Хонконг в колониалното правителство. Първоначално Цанг трябва да „доработи“ срока, оставащ на Дун, завършващ на 30 юни 2007 г., съгласно тълкуването на Приложение I и член № 46 от Основния закон на Хонконг. На 25 март 2007 г. Цанг е преизбран за втори мандат. На състоялите се на 25 март 2012 г. избори за глава на администрацията на района е избран Лян Чжънин, печелейки изборите с 689 от 1132 гласа. Той встъпва в длъжност на 1 юли 2012 г., когато е отбелязана 15-а годишнина от връщането на бившата британска колония под юрисдикцията на Китай. Срокът на пълномощията на Чжънин е от 1 юли 2012 г. до 30 юни 2017 г.

## Държавно устройство
Хонконг е специален административен район на Китай с висока степен на самоуправление, без отбраната и външната политика (cъгласно Основния закон, изпълняващ ролята на конституция). До 2047 г. на територията се гарантира да не се променя социално-икономическата система и статусът на свободно пристанище, да има отделна митница, международен финансов център със собствена валутна система и др. 
Въпреки че Хонконг не е независима държава, тя ползва правата на независимо членство в редица международни организации и мероприятия, като Азиатско-Тихоокеанското икономическо сътрудничество или Олимпийските игри, но след 1997 г. официалното название на делегацията на страната е изменено на „Хонконг, КНР“. Хонконг също участва в някои международни събития чрез включването на свой делегат в групата от представители на Китай. Централната китайска власт е представена от пълномощен представител. 
В Хонконг изпълнителната власт се упражнява от редица министерства: на градските услуги, на гражданската авиация, за отдих и култура, на жилищното строителство, на околната среда, на имиграцията, на информацията, за преброяване и статистика, на земеделието, риболова и резерватите, на строителството и развитието, на транспорта, на електрическите и механичните служби, на правосъдието, за мита и акцизи, данъчно министерство и морско министерство. Висше длъжностно лице в Хонконг е главата на изпълнителната власт, към който има съвещателен орган – Изпълнителен съвет. Докато Хонконг е колония, губернаторът е назначаван от кралицата на Великобритания. След връщането на територията под юрисдикцията на Китай тя се оглавява от Главен министър на Администрацията на Хонконг. Той е избиран от Комитет за избор на Главен министър, състоящ се от 800 души, които представляват хонконгския делови елит. Всички останали държавни служители, както в изпълнителната, така и в законодателната власт, се назначават или от Главния министър (пряко или косвено), или се избират от избирателите. На теория това споразумение трябва да гарантира практически пълната независимост на политическата, културната, законодателната и икономическата инфраструктура на Хонконг от континентален Китай. На практика Пекин често е обвиняван в прекомерна намеса във вътрешните работи на Хонконг и престъпване на границите, определени от Основния закон.

В страната действа и законодателен орган – постоянен парламент от 60 депутати. За да влезе в сила нов закон, той трябва да е подкрепян от Главния министър и по-голямата част от 60-те члена на Законодателното събрание на Хонконг. Половината от депутатите в Законодателното събрание се избират чрез всеобщо гласуване (в така наречените „географски окръзи“, т.е. населението е разделено по териториален признак), а другата половина – от „функционалните окръзи“, т.е. групи от физически лица и организации, разпределени по професионален (функционален) признак (например адвокатите и адвокатските кантори избират свой депутат, финансовите групи и финансистите – техен, и т.н.). Тези групи представляват най-важните области в живота и икономиката на Хонконг. Според Основния закон, в бъдеще всички членове на Законодателното събрание ще бъдат избирани чрез всеобщо гласуване.

## Административно деление
Хонконг се състои от 18 административни района, 9 от които са т. нар. Нови територии, 5 са на полуостров Коулун и 4 – на остров Хонконг. В областта има няколко големи града (най-големи са Коулун и Виктория), но те нямат официален административен статус, а са части от съответните райони. В административния район Хонконг де факто има няколко града и селища. Те нямат официален административен статус и са части на някой от районите. Историческите граници на Виктория, Коулун и Нови Коулун са уточнени в законите, но нямат юридически и административни пълномощия, както в миналото.
Всеки район е представен от районно събрание, което дава съвети на правителството на Хонконг по въпроси от местно значение, касаещи обществени учреждения, програми за развитието на района, културни мероприятия и защита на околната среда. За координация на действията на районните власти и информиране на населението за плановете и действията на правителството отговаря отделът за вътрешни работи. Той осъществява връзката с населението по места чрез органите на съответните райони.
| Карта | Легенда |
| ----- | --- |
|       | Окръзи на Специалния административен район Хонконг: 1. Айлъндс 2. Куайчин 3. Северен 4. Сайкун 5. Шатин 6. Тайпо 7. Чюнуан 8. Тюнмун 9. Юнлон 10. Коулун сити 11. Кунтон 12. Шамшуйпо 13. Уонтайсин 14. Яучимуон 15. Централен и Западен 16. Източен 17. Южен 18. Уанчай |

## Икономика
Икономиката на страната е изцяло износно ориентирана. Развиват се вносно-експортните, реекспортните, офшорните операции, транспортно-търговските услуги. През Хонконг преминават 50% от китайския износ.  
Хонкгонг е и голям търговско-промишлен и финансов център от световно значение. Голямо развитие имат високотехнологичните отрасли – научни изследвания и технологични разработки, дизайн и проектиране, създаване на нови модели, материали и компоненти, прецизни инструменти и детайли. Развити са електрониката и производството на бижутерийни изделия. Действа валутна борса (с дневен оборот от 90 милиарда долара) и Хонконгска фондова борса (6300 финансови компании).
Продължавайки политиката на британската администрация, правителството на Хонконг отдава приоритет в управлението на икономиката на свободните пазари и частния сектор. От 1980 г. правителството играе пасивна роля в рамките на официалната политика за позитивна ненамеса. Хонконг често се дава в качеството на образцов пример за капитализма от тип laissez-faire, изпълняван на практика. От момента на появата на индекса за икономическа свобода през 1995 г., Хонконг ежегодно заема в него първото място в течение на 13 години. Той също така заема първото място в доклада „Икономическа свобода в света“.
Годишно Хонконг се посещава от 7 млн. туристи. Градът е едно от най-големите пристанища в света. Международното летище е на 4-то място в света по превоз на пътници (27 млн. д. год.) Чек Лап Кок действа от 1998 г. и е с годишна пропускателна способност до 35 млн. пътници и 3 млн.тона товари в началния етап.

## Население

### Състав
През 1990-те години броят на населението на Хонконг започва бързо да расте. Към края на 2010 г. то е над 7 млн. души.
Около 95% от жителите на Хонконг са етнически китайци, като по-голямата част от тях са кантонци. Срещат се и такива китайски етнически групи като хака и чаоджоуци. Кантонският диалект е разновидност на китайския език, разпространен в съседната китайска провинция Гуандун, и е основният език в Хонконг. Официални езици на територията са китайският (без указване на конкретна разновидност) и английският. Съгласно данните от преброяването на населението от 1996 г., 3,1% от жителите на Хонконг посочват английския език като език за ежедневно общуване, а 34,9% го посочват като втори език. Двуезични надписи на китайски и английски се срещат навсякъде в Хонконг. След предаването на суверенитета през 1997 г. се увеличава притокът на имигранти от Континентален Китай. Нивото на използване на путунхуа – официалното наречие на Континентален Китай, също се повишава, а интеграцията с континенталната икономика води до нуждата от хора, владеещи езика.
Останалите 5% са некитайски етнически групи, които, въпреки своята малобройност, формират значими общности. Южноазиатското население на Хонконг се състои от индийци, пакистанци и неголям брой непалци. Виетнамските бежанци от Войната във Виетнам също стават постоянни жители на територията. Около 140 хиляди филипинци работят в Хонконг като домашни помощници. Такива има и от Индонезия, като техният брой постоянно расте. В търговския и финансов сектор на Хонконг работят много европейци, американци, австралийци, канадци, японци и корейци.

### Образование
Водещите образователни учреждения на Хонконг могат да се разделят на 3 категории: държавни, субсидирани и частни учреждения. Най-малобройната е първата категория, най-многобройни - учебните заведения, които се субсидират, получавайки помощ от правителството и грантове от благотворителни организации, най-често с религиозна насоченост. Като правило, това са християнски и католически организации, но сред тях могат да бъдат будистки, даоистки, ислямски и конфуциански организации. В същото време частните образователни учреждения нерядко се управляват от християнски организации. Извън тази система има учреждения в рамките на система на преки субсидии и частни международни училища.
Университетът на Хонконг е най-старото учебно заведение от трета степен в района – традиционно основан по британски модел, макар че с времето придобива някои черти от американската система. Втори по време на основаване е Китайския университет на Хонконг, който повтаря американския модел, но с британската система на колежи. Хонконгският университет за наука и техника също е основан по американския модел за висше образование. В Хонконг има 9 държавни университета, както и няколко частни. Един от най-известните е университетът "Линан" в района Тюнмун. Той е единственият университет в района, в който има обучение по седемте свободни изкуства (тривиум+квадривиум). Държавните учебни заведения на Хонконг са под контрола на Отдела за образование на правителството на Специалния автономен район Хонконг. В системата влизат незадължителните тригодишни детски градини, след които следва задължителните шестгодишно начално обучение и тригодишна първа степен на средно обучение. След това е незадължителното двугодишно средно образование от втора степен, завършващо с получаването на образователния изпитен сертификат на Хонконг.

## Панорама
Панорамен изглед на Хонконг: